# Satan s'amuse
Satan s'amuse è un cortometraggio muto del 1907 scritto e diretto da Segundo de Chomón.

## Trama
In un luogo senza nome, Satana si annoia. A nulla valgono gli sforzi dei suoi servitori che cercano di intrattenerlo in ogni modo.

## Produzione
Il film fu prodotto dalla Pathé Frères.

## Distribuzione
Distribuito dalla Pathé Frères, il film - un cortometraggio di 9 min - venne distribuito anche negli Stati Uniti, dove venne importato e presentato il 26 ottobre 1907 con il titolo inglese Satan at Play. In Spagna, prese il titolo Satanas se divierte